# Guillermo VII de Hesse-Kassel
Guillermo VII de Hesse-Kassel (en alemán: Wilhelm VII. von Hessen-Kassel; Kassel, 21 de junio de 1651-París, 21 de noviembre de 1670) fue landgrave de Hesse-Kassel desde 1663 hasta su muerte. Era el primogénito del landgrave Guillermo VI de Hesse-Kassel y de Eduvigis Sofía de Brandeburgo.

## Biografía
Solo contaba con doce años cuando murió su padre. Por lo tanto su madre, Eduvigis Sofía, hizo las funciones de tutora y regente del landgraviato hasta 1670. Ese año, antes de tomar cargo formalmente de las funciones gubernamentales, viajó a Francia. A su llegada a París, cayó gravemente enfermo y falleció súbitamente el 21 de noviembre de 1670, a la edad de diecinueve años.
No se casó y tampoco tuvo hijos. Se había comprometido con María Amalia de Curlandia, hija de Jacobo Kettler, duque de Curlandia y Semigalia. Ella se acabó casando con Carlos, hermano de Guillermo y sucesor en el gobierno.
| Predecesor: Guillermo VI | Landgrave de Hesse-Kassel 16 de julio de 1663-21 de noviembre de 1670 | Sucesor: Carlos I |

- Datos: Q61557
- Multimedia: William VII, Landgrave of Hesse-Kassel / Q61557